# ターザンの猛襲
『ターザンの猛襲』（ターザンのもうしゅう、Tarzan Finds a Son!)は、1939年に公開されたアメリカ合衆国の映画。1932年の『類猿人ターザン』から続くメトロ・ゴールドウィン・メイヤーの「ターザン」シリーズ12作中の第4作目である。主演はジョニー・ワイズミュラーとモーリン・オサリヴァン。

## キャスト
| 役名           | 俳優                       | 日本語吹替                     |
| 役名           | 俳優                       | NETテレビ版                    |
| -------------- | -------------------------- | ------------------------------ |
| ターザン       | ジョニー・ワイズミュラー   | アントニオ猪木                 |
| ジェーン       | モーリン・オサリバン       | 増山江威子                     |
| ボーイ         | ジョン・シェフィールド     | 白川澄子                       |
| ランシング     | イアン・ハンター           | 仲村秀生                       |
| ランシング夫人 | フリーダ・イネスコート     | 来宮良子                       |
| サー・トーマス | ヘンリー・スティーヴンソン | 塩見竜介                       |
| ボーイのママ   | ラレイン・デイ             | 富田千代美                     |
|                |                            |                                |
| 演出           | 演出                       | 山田悦司                       |
| 翻訳           | 翻訳                       | 宇津木道子                     |
| 効果           | 効果                       | 赤塚不二夫                     |
| 調整           | 調整                       | 山田太平                       |
| 制作           | 制作                       | 日米通信社                     |
| 解説           | 解説                       | 淀川長治                       |
| 初回放送       | 初回放送                   | 1976年8月15日 『日曜洋画劇場』 |

## スタッフ
- 監督：リチャード・ソープ
- 製作：サム・ジンバリスト
- 脚本：シリル・ヒューム
- キャラクター創造：エドガー・ライス・バローズ
- 撮影：レナード・スミス
- 編集：ジーン・ルッジェーロ、フランク・サリヴァン